# Hendrik IV van Avaugour
Hendrik IV van Avaugour (circa 1280 - 1 februari 1334) was van 1301 tot aan zijn dood heer van Avaugour en Goëlo. Hij behoorde tot het huis Avaugour.

## Levensloop
Hendrik IV was de oudste zoon van heer Hendrik III van Avaugour uit diens huwelijk met Maria van Brienne. Na de dood van zijn vader in 1301 werd hij heer van Avaugour en Goëlo. 
In 1305 huwde hij met Johanna van Harcourt (overleden in 1346), met wie hij drie dochters kreeg:
- Johanna (overleden in 1327), huwde in 1318 met graaf Gwijde van Penthièvre
- Margaretha, huwde eerst met heer Hervé VII van Léon en daarna in 1343 met Geoffroy des Vaux
- Isabella, huwde eerst met heer Godfried VIII van Châteaubriant en daarna in 1347 met burggraaf Lodewijk I van Thouars

Hendrik IV van Avaugour overleed in februari 1334 en werd bijgezet in het Cordeliersklooster van Guingamp, de traditionele begraafplaats van zijn familie. Zijn dochter en erfgename Johanna was reeds in 1327 overleden, waardoor Avaugour en Goëlo geërfd werden door zijn kleindochter en Johanna's dochter Johanna van Penthièvre.